# Assizes de Jerusalén
Los Assizes de Jerusalén son una colección de numerosos tratados legales medievales que contenían la ley del reino cruzado de Jerusalén y el reino de Chipre. Se recopilaron en el siglo XIII, y son la mayor colección superviviente de leyes medievales.

## Historia
Como Peter Edbury dice: «un grupo de fuentes del Oriente latino que han emocionado mucho la atención de los estudiosos son los tratados legales a menudo conocidas colectivamente, aunque algo engañosa, como los Assises de Jerusalén.» (Peter W. Edbury, John of Ibelin and the Kingdom of Jerusalem, pref.)
Los assizes o assises en francés, sobreviven en forma escrita desde el siglo XIII, al menos una generación después de la caída del reino de Jerusalén. Las primeras leyes del Reino fueron promulgadas en el concilio de Nablus en 1120, pero parecen haber caído en desuso y reemplazadas por los assizes para el siglo XIII y probablemente incluso antes.
Aunque no existen leyes o juicios sobrevivientes del reino en el siglo XII, es de suponer que tuvo leyes y una estructura legal bien desarrollada. En el siglo XIII, el desarrollo de esta estructura se había perdido en la memoria, pero juristas como Felipe de Novara y Juan de Ibelín relatan las leyendas que habían crecido alrededor de los inicios del reino. Según ellos, la Haute Cour (Alta Corte) y la corte burguesa fueron establecidas en 1099 por Godofredo de Bouillón, quien se erigió como juez de la Alta Corte. Las leyes de ambos se dice que han sido escritos desde principios de 1099, y simplemente se perdieron cuando Jerusalén fue conquistada por Saladino en 1187. Estas leyes se mantuvieron en un cofre en la Iglesia del Santo Sepulcro, y es conocido en francés antiguo como el «Sepulcre dou Lletres». El cofre supuestamente sólo podía ser abierto por el rey, el Patriarca de Jerusalén, y el vizconde de Jerusalén. Cada ley, según Felipe, fue escrito en una página, a partir de un gran sistema de iluminación inicial en oro, y con una rúbrica escrita en tinta roja. Felipe dijo haber obtenido su información de un viejo caballero y jurista llamado Raúl de Tiberíades, y Juan, a su vez probablemente obtuvo su información de Felipe. Independientemente de si estas leyendas son ciertas (Edbury, por su parte, cree que no lo eran), los juristas del siglo XIII, contemplan la estructura legal del reino que ha existido continuamente desde la conquista original.